# Paul Schwabe
Paul Schwabe (* 10. Januar 1890 in Landsberg an der Warthe; † 3. April 1967 in Potsdam) war ein deutscher Archivar.

## Leben
Paul Schwabe war das vierte von zwölf Kindern einer Arbeiterfamilie. Nach dem Besuch der Volksschule lernte er den Beruf eines Lackierers, den er von 1908 bis 1925 in der Reichshauptstadt Berlin – unterbrochen von seinem Einsatz als Soldat im Ersten Weltkrieg und anschließender Gefangenschaft – ausübte. 1911 trat Paul Schwabe der SPD und der Gewerkschaft bei.
Auf der Generalversammlung des Verbandes der Maler und Lackierer wurde er 1925 zum hauptberuflichen Mitglied des Hauptvorstandes gewählt, wobei er in Hamburg speziell die Reichssektion der Lackierer übernahm. Gleichzeitig war er für die zu diesem Berufsverband gehörige Verlags GmbH und die Schriftleitung der monatlich erscheinende Zeitschrift Der Lackierer zuständig.
1933, im Jahr der Machtergreifung, wurde Paul Schwabe von den Nationalsozialisten verhaftet und zeitweilig inhaftiert. Danach verdingte er sich als Handelsvertreter. 1939 wurde er nach Ausbruch des Zweiten Weltkrieges zur Arbeit in einem Metallverarbeitungsbetrieb in Hamburg dienstverpflichtet. Am Ende des Krieges zog seine ausgebombte Familie aus Hamburg nach Havelberg zu Verwandten. Dort gehörte er zu den Neugründern der SPD-Ortsgruppe und zu den Organisatoren der Zwangsvereinigung von SPD und KPD zur SED. Ferner war er Begründer des Ortsausschusses der Gesellschaft für Deutsch-Sowjetische Freundschaft. Beruflich war er in Havelberg als Stadtkämmerer und Rat für Kultur und Bildung tätig, bevor er für die SED zum Bürgermeister „gewählt“ wurde. Als solcher organisierte er 1948 die Tausendjahrfeier und gab das Prachtwerk Das tausendjährige Havelberg. 948–1948 heraus.
Kurze Zeit vor Gründung der DDR 1949 übernahm er das Amt des persönlichen Referenten des Landtagspräsidenten von Brandenburg Otto Meier. Als solcher wirkte er bis zur Auflösung des Landtages 1952. Im Oktober 1952 ging er an die Generaldirektion der Staatsarchive, aus der später die Staatliche Archivverwaltung der DDR hervorging, wo er bis zu seinem 70. Lebensjahr 1960 wirkte. Er starb in Potsdam 1967.

## Ehrungen
- Verdienstmedaille der DDR